# Alloformica nitidior
Alloformica nitidior är en myrart som först beskrevs av Auguste-Henri Forel 1904.  Alloformica nitidior ingår i släktet Alloformica och familjen myror. Inga underarter finns listade i Catalogue of Life.

## Bildgalleri

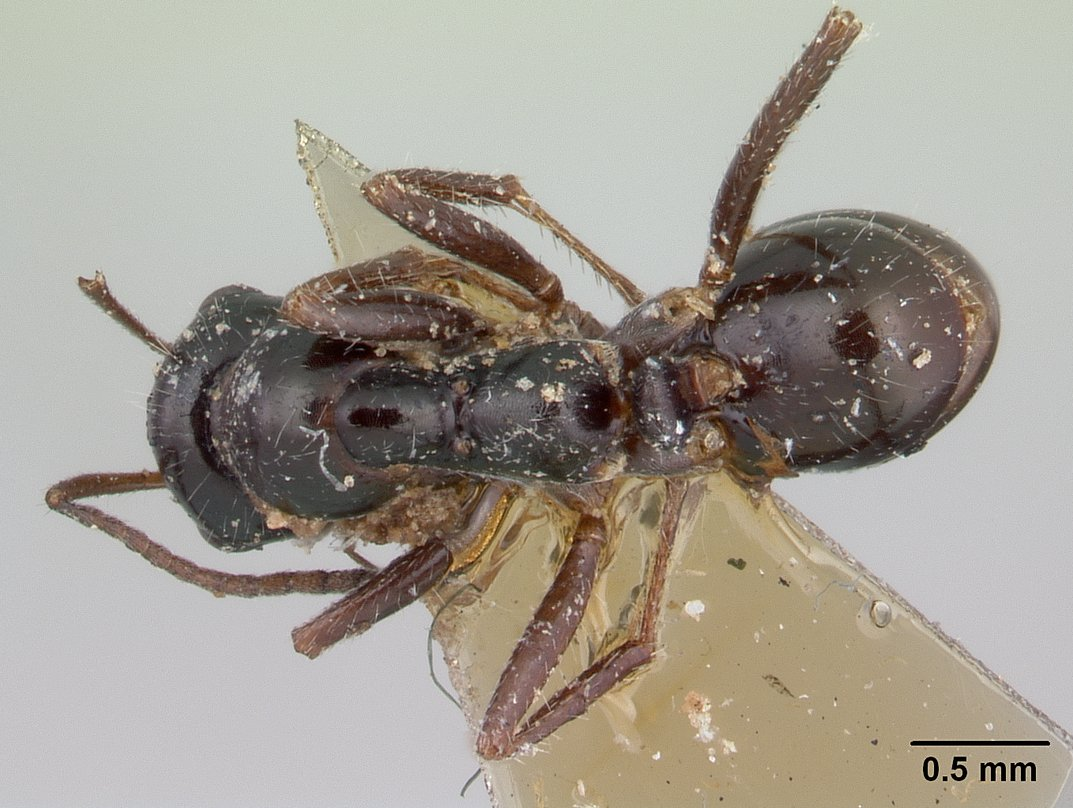
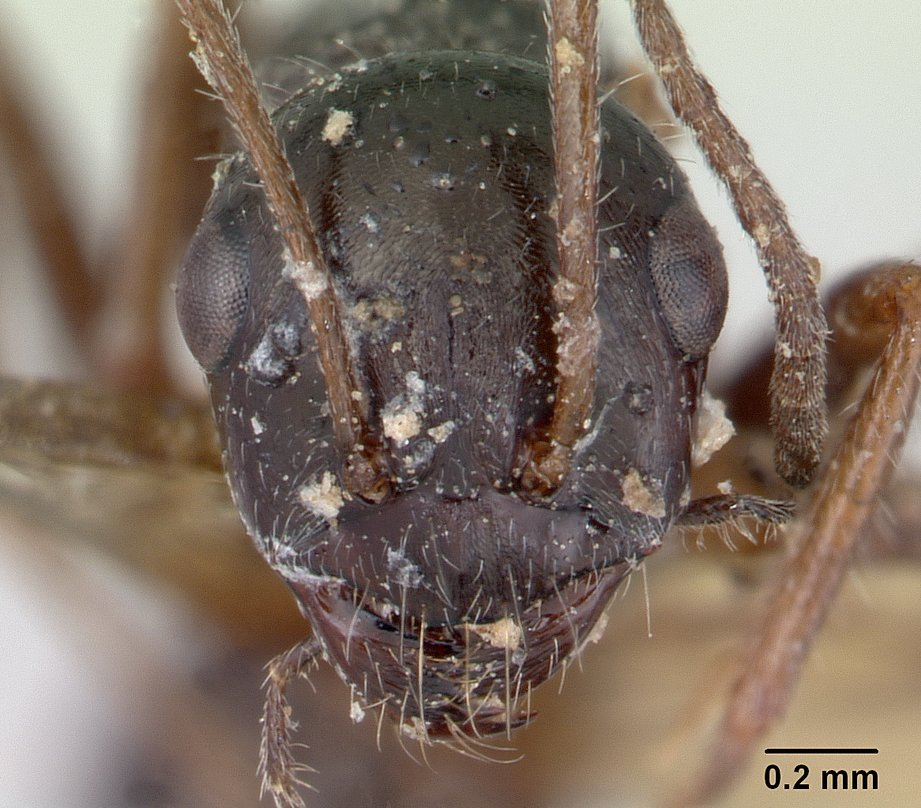
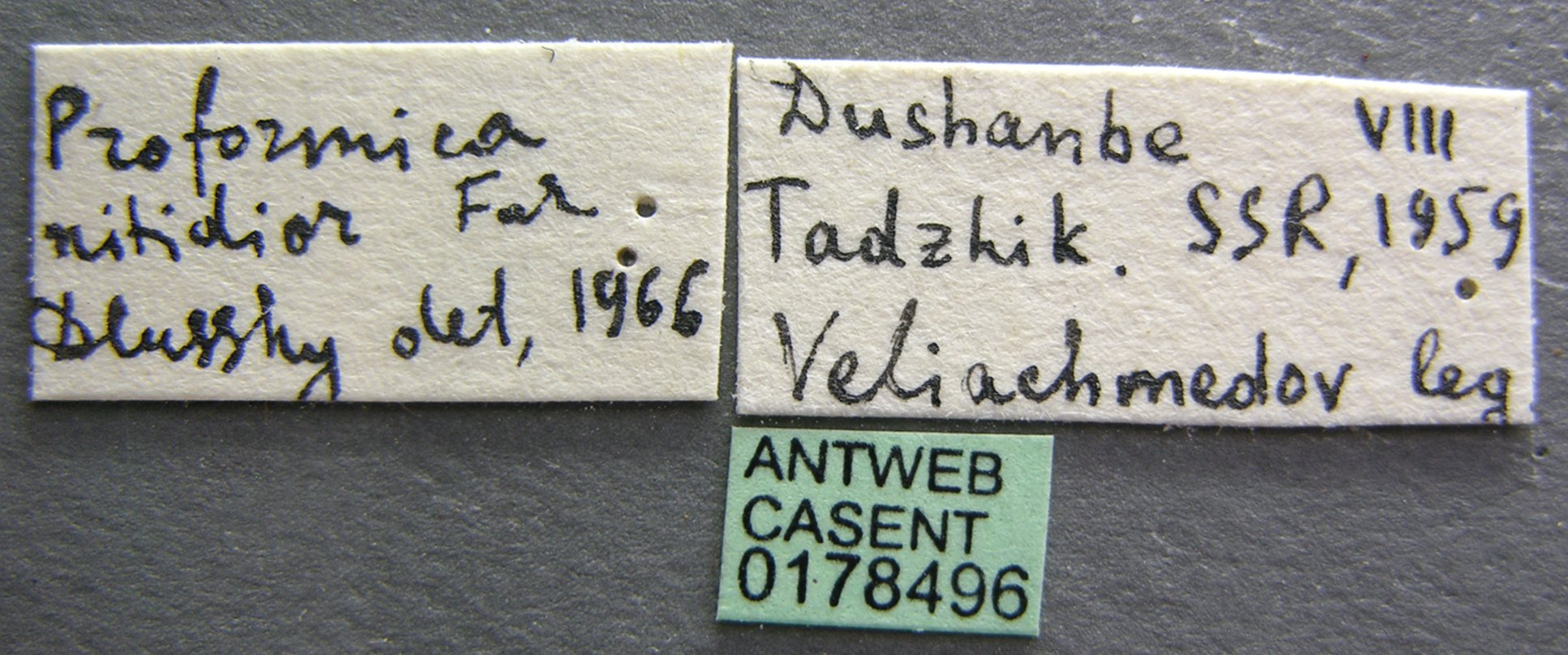
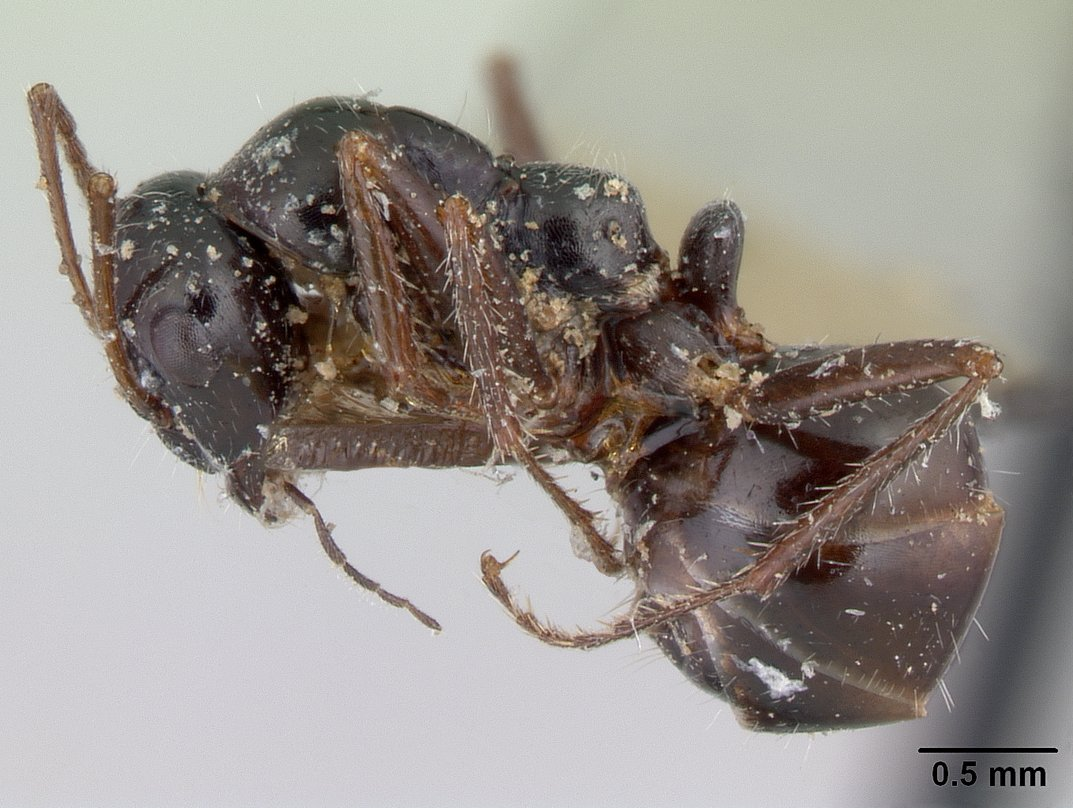